# Anna Haarup Munch
Anna Haarup Munch (født 30. maj 2005) er en dansk skuespiller og influencer.

## Karriere
Anna Munch har haft roller i flere kendte tv-serier.
Hun virker i sociale medier, og har en YouTube-kanal.
Anna Munch er indehaver af tøjmærket Öhouse, som blev etableret i 2023. 

### Andre aktiviteter
Munch deltog i sæson 21 af Vild med dans. Hun dansede med Eugen Miu.
Munch vandt sæsonen.

## Filmografi

### TV-serier
| År        | Titel                  | Rolle   | Note                         |
| --------- | ---------------------- | ------- | ---------------------------- |
| 2018      | Klassen                | Ida     | Hovedrolle; sæson 5-6        |
| 2018      | Klassens perfekte jul  | Ida     | Tv-julekalender; 24 episoder |
| 2020      | Julefeber              | Anna    | Tv-julekalender; 9 episoder  |
| 2020-2021 | Akavet                 | Tone    | Hovedrolle; sæson 1-3        |
| 2022      | Tinka og Sjælens Spejl | Juliane | 5 episoder                   |
| 2023      | Stadig Ikke Død        | Camilla | 4 episoder                   |

### Film
| År   | Titel    | Rolle   |
| ---- | -------- | ------- |
| 2025 | Smukkere | Alberte |

### Teaterstykker & Musicals
| År   | Titel            | Rolle      |
| ---- | ---------------- | ---------- |
| 2025 | Fame The Musical | Iris Kelly |

### Tv-serier; Som sig selv
| År   | Titel                                 | Note              |
| ---- | ------------------------------------- | ----------------- |
| 2020 | Centrum                               | Sæson 2, afsnit 1 |
| 2020 | Designtalenterne                      | Sæson 7, afsnit 1 |
| 2020 | Værste venner                         | Afsnit 1          |
| 2020 | Julefeber-talkshowet med Jannik Schow | 1 afsnit          |
| 2021 | Ultra DIY                             | 2 episoder        |
| 2021 | Cirkus                                | 5 episoder        |
| 2024 | Vild Med Dans                         | Sæson 21; Vinder  |